# Себастьян Декуд
Себастьян Декуд (ісп. Sebastián Decoud; нар. 18 вересня 1981) — колишній аргентинський тенісист.
Найвищу одиночну позицію світового рейтингу — 132 місце досяг 17 серпня 2009, парну — 177 місце — 10 травня 2010 року.
Найвищим досягненням на турнірах Великого шолома було 2 коло в одиночному розряді.

## Часова шкала результатів
| W | Ф | ПФ | ЧФ | #Р | КТ | К# | DNQ | A | NH |

### Одиночний розряд
| Турніри Великого шлему                 |     |     |     |     |       |     |     |
| Відкритий чемпіонат Австралії з тенісу | К1р |     |     |     | 0 / 0 | 0–0 | –   |
| Відкритий чемпіонат Франції з тенісу   | 2р  | К2р | К2р | К2р | 0 / 1 | 1–1 | 50% |
| Вімблдонський турнір                   |     | К1р | К1р |     | 0 / 0 | 0–0 | –   |
| Відкритий чемпіонат США з тенісу       |     |     |     |     | 0 / 0 | 0–0 | –   |
| В-П                                    | 1–1 | 0–0 | 0–0 | 0–0 | 0 / 1 | 1–1 | 50% |
| Тур ATP Мастерс 1000                   |     |     |     |     |       |     |     |
| Індіан-Веллс                           |     |     |     | К2р | 0 / 0 | 0–0 | –   |
| В-П                                    | 0–0 | 0–0 | 0–0 | 0–0 | 0 / 0 | 0–0 | –   |

## Фінали ATP Челленджер і ITF Ф'ючерс

### Одиночний розряд: 22 (16–6)
| Легенда              |
| -------------------- |
| ATP Челленджер (4–1) |
| ITF Ф'ючерс (12–5)   |

| Фінали за покриттям |
| ------------------- |
| Тверде (3–0)        |
| Ґрунт (13–6)        |
| Трава (0–0)         |
| Килим (0–0)         |

| Результат | В-П  | Дата     | Турнір                      | Рівень     | Покриття | Суперник                   | Рахунок                 |
| --------- | ---- | -------- | --------------------------- | ---------- | -------- | -------------------------- | ----------------------- |
| Перемога  | 1–0  | Жов 2001 | Парагвай F1, Асунсьйон      | Ф'ючерс    | Ґрунт    | Хуліо Перальта             | 6–3, 6–1                |
| Поразка   | 1–1  | Сер 2002 | Іспанія F11, Ірун           | Ф'ючерс    | Ґрунт    | Адр'ян Кручат              | 4–6, 3–6                |
| Перемога  | 2–1  | Лип 2003 | Еквадор F1, Гуаякіль        | Ф'ючерс    | Тверде   | Ліонель Новіскі            | 6–1, 6–7(5–7), 7–5      |
| Перемога  | 3–1  | Лип 2003 | Еквадор F3, Villamil        | Ф'ючерс    | Тверде   | Алесандру Камарсу          | 6–3, 6–2                |
| Перемога  | 4–1  | Вер 2004 | Еквадор F3, Гуаякіль        | Ф'ючерс    | Тверде   | Ерік Нуньєз                | 6–3, 6–4                |
| Перемога  | 5–1  | Жов 2004 | Колумбія F3, Медельїн       | Ф'ючерс    | Ґрунт    | Міхаель Кінтеро Агілар     | 6–4, 7–5                |
| Поразка   | 5–2  | Сер 2005 | Аргентина F8, Буенос-Айрес  | Ф'ючерс    | Ґрунт    | Максімо Гонсалес           | 6–3, 3–6, 4–6           |
| Поразка   | 5–3  | Бер 2006 | Аргентина F2, Буенос-Айрес  | Ф'ючерс    | Ґрунт    | Крістіан Вільяґран         | 2–6, 6–2, 4–6           |
| Перемога  | 6–3  | Кві 2006 | Уругвай F1, Пунта-дель-Есте | Ф'ючерс    | Ґрунт    | Дієґо Крістін              | 7–5, 6–0                |
| Поразка   | 6–4  | Чер 2006 | Італія F17, Удіне           | Ф'ючерс    | Ґрунт    | Енріко Бурці               | 1–6, 6–3, 5–7           |
| Поразка   | 6–5  | Лип 2006 | Німеччина F9, Еспелькамп    | Ф'ючерс    | Ґрунт    | Франц Штаудер              | 4–6, 3–6                |
| Перемога  | 7–5  | Кві 2007 | Італія F11, Падуя           | Ф'ючерс    | Ґрунт    | Альберто Бріцці            | 6–4, 6–7(3–7), 7–5      |
| Перемога  | 8–5  | Лип 2007 | Констанца, Roumania         | Челленджер | Ґрунт    | Віктор Крівой              | 6–3, 6–3                |
| Перемога  | 9–5  | Сер 2008 | Алмати, Казахстан           | Челленджер | Ґрунт    | Олександр Богомолов        | 6–4, 6–2                |
| Перемога  | 10–5 | Кві 2009 | Рим, Італія                 | Челленджер | Ґрунт    | Зімон Гройль               | 7–6(7–2), 6–1           |
| Поразка   | 10–6 | Жов 2009 | Кіто, Еквадор               | Челленджер | Ґрунт    | Карлос Саламанка           | 6–7(4–7), 7–6(7–5), 4–6 |
| Перемога  | 11–6 | Сер 2010 | Колумбія F1, Богота         | Ф'ючерс    | Ґрунт    | Гільєрмо Рівера Арангіс    | 6–4, 6–3                |
| Перемога  | 12–6 | Сер 2010 | Колумбія F2, Медельїн       | Ф'ючерс    | Ґрунт    | Гільєрмо Рівера Арангіс    | 7–6(8–6), 7–5           |
| Перемога  | 13–6 | Лис 2010 | Перу F1, Арекіпа            | Ф'ючерс    | Ґрунт    | Маурісіо Ечасу             | 7–6(7–4), 7–6(7–5)      |
| Перемога  | 14–6 | Жов 2011 | Кіто, Еквадор               | Челленджер | Ґрунт    | Даніель Муньйос де ла Нава | 6–3, 7–6(7–3)           |
| Перемога  | 15–6 | Тра 2012 | Аргентина F9, Villa Allende | Ф'ючерс    | Ґрунт    | Дієго Шварцман             | 4–6, 6–4, 6–2           |
| Перемога  | 16–6 | Тра 2012 | Чилі F5, Сантьяго           | Ф'ючерс    | Ґрунт    | Хуан Карлос Саес           | 6–2, 6–2                |

### Парний розряд: 39 (20–19)
| Легенда              |
| -------------------- |
| ATP Челленджер (5–5) |
| ITF Ф'ючерс (15–14)  |

| Фінали за покриттям |
| ------------------- |
| Тверде (5–4)        |
| Ґрунт (15–15)       |
| Трава (0–0)         |
| Килим (0–0)         |

| Результат | В-П   | Дата     | Турнір                              | Рівень     | Покриття | Партнер                  | Суперники                                 | Рахунок               |
| --------- | ----- | -------- | ----------------------------------- | ---------- | -------- | ------------------------ | ----------------------------------------- | --------------------- |
| Поразка   | 0–1   | Лип 2000 | Аргентина F7, Конкордія (Аргентина) | Ф'ючерс    | Ґрунт    | Патрісіо Аркес           | Хуан Пабло Бжезіцькі Крістіан Вільяґран   | 3–6, 1–6              |
| Перемога  | 1–1   | Лип 2001 | Бразилія F5, Куритиба               | Ф'ючерс    | Ґрунт    | Себастьян Уріарте        | Гільєрмо Каррі Маркос Дігліодо            | 3–6, 6–3, 6–4         |
| Перемога  | 2–1   | Вер 2001 | Болівія F1, Ла-Пас                  | Ф'ючерс    | Ґрунт    | Себастьян Уріарте        | Міхаель Кінтеро Агілар Федеріко Кардіналі | 6–2, 6–4              |
| Поразка   | 2–2   | Жов 2001 | Парагвай F1, Асунсьйон              | Ф'ючерс    | Ґрунт    | Себастьян Уріарте        | Дієго Гартфілд Матіас О'Ніль              | 3–6, 6–4, 6–7(7–9)    |
| Перемога  | 3–2   | Жов 2001 | Парагвай F2, Асунсьйон              | Ф'ючерс    | Ґрунт    | Себастьян Уріарте        | Джанлука Лудді Ріккардо Капаннеллі        | 6–3, 6–2              |
| Перемога  | 4–2   | Лис 2001 | Бразилія F8, Кампінас               | Ф'ючерс    | Ґрунт    | Себастьян Уріарте        | Марсіу Карлссон Рікарду Шлахтер           | 6–4, 7–6(7–2)         |
| Перемога  | 5–2   | Бер 2002 | Мексика F2, Мехіко                  | Ф'ючерс    | Тверде   | Ігнасіо Гонсалес-Кінг    | Флоріан Єшонек Ларс Ціммерманн            | 7–5, 6–4              |
| Перемога  | 6–2   | Чер 2002 | Мексика F11, Канкун                 | Ф'ючерс    | Тверде   | Ласаро Наварро-Батлес    | Олександр Богомолов Франсіско Монтана     | без гри               |
| Поразка   | 6–3   | Вер 2002 | Болівія F3, Санта-Крус-де-ла-Сьєрра | Ф'ючерс    | Ґрунт    | Хуан-Феліпе Яньєс        | Ігнасіо Гонсалес-Кінг Дієго Гартфілд      | 5–7, 2–6              |
| Перемога  | 7–3   | Кві 2003 | Чилі F1, Сантьяго                   | Ф'ючерс    | Ґрунт    | Патрісіо Аркес           | Франсіско Кабельйо Адріан Гарсія          | 6–2, 7–6(8–6)         |
| Поразка   | 7–4   | Чер 2003 | Мексика F9, Четумаль                | Ф'ючерс    | Тверде   | Пауль Капдевіль          | Мацуї Тосіхіде Онода Мітіхіса             | 3–6, 4–6              |
| Перемога  | 8–4   | Лип 2003 | Еквадор F1, Гуаякіль                | Ф'ючерс    | Тверде   | Пабло Гонсалес           | Хуан-Мартін Арангурен Дієґо Крістін       | 6–4, 7–5              |
| Перемога  | 9–4   | Лип 2003 | Еквадор F3, Villamil                | Ф'ючерс    | Тверде   | Хав'єр Таборга           | Хуан Де Армас Джоннатан Медіна-Альварес   | 4–6, 7–5, 7–6(7–2)    |
| Поразка   | 9–5   | Сер 2003 | Аргентина F1, Буенос-Айрес          | Ф'ючерс    | Ґрунт    | Патрісіо Аркес           | Бріан Дабуль Карлос Берлок                | 2–6, 3–6              |
| Поразка   | 9–6   | Вер 2003 | Болівія F2, Ла-Пас                  | Ф'ючерс    | Ґрунт    | Патрісіо Аркес           | Хав'єр Таборга Пабло Гонсалес             | 6–7(1–7), 2–6         |
| Перемога  | 10–6  | Жов 2003 | Колумбія F1, Медельїн               | Ф'ючерс    | Ґрунт    | Хав'єр Таборга           | Карлос Берлок Роналду Карвалю             | 7–6(7–3), 7–6(7–4)    |
| Поразка   | 10–7  | Лис 2003 | Уругвай F1, Монтевідео              | Ф'ючерс    | Ґрунт    | Дієго Гартфілд           | Ґуставо Маркассіо Патрісіо Руді           | 4–6, 4–6              |
| Поразка   | 10–8  | Тра 2004 | Аргентина F1, Буенос-Айрес          | Ф'ючерс    | Ґрунт    | Алехандро Фаббрі         | Ліонель Новіскі Агустін Тарантіно         | 1–6, 0–6              |
| Поразка   | 10–9  | Тра 2004 | Аргентина F2, Буенос-Айрес          | Ф'ючерс    | Ґрунт    | Хуан-Мартін Арангурен    | Едуардо Шванк Хуан-Пабло Амадо            | 1–6, 6–7(6–8)         |
| Поразка   | 10–10 | Вер 2004 | Еквадор F2, Гуаякіль                | Ф'ючерс    | Тверде   | Пабло Гонсалес           | Левар Гарпер-Гріффіт Жан-Жульєн Роєр      | 6–2, 5–7, 3–6         |
| Поразка   | 10–11 | Січ 2005 | Колумбія F1, Картахена (Колумбія)   | Ф'ючерс    | Тверде   | Пабло Гонсалес           | Рубен Торрес Шуон Мадден                  | 5–7, 4–6              |
| Поразка   | 10–12 | Лют 2005 | Колумбія F2, Букараманга            | Ф'ючерс    | Ґрунт    | Пабло Гонсалес           | Александре Бонатту Марсело Мело           | 4–6, 4–6              |
| Перемога  | 11–12 | Бер 2006 | Аргентина F1, Буенос-Айрес          | Ф'ючерс    | Ґрунт    | Антоніо Пасторіно        | Гільєрмо Каррі Джонатан Гонсалія          | 6–4, 6–4              |
| Перемога  | 12–12 | Кві 2006 | Аргентина F4, Буенос-Айрес          | Ф'ючерс    | Ґрунт    | Едуардо Шванк            | Леандро Мігані Орасіо Себальйос           | 6–2, 6–2              |
| Перемога  | 13–12 | Вер 2006 | Бразилія F12, Caldas Novas          | Ф'ючерс    | Тверде   | Леонардо Маєр            | Фредеріку Касару Машіска Вашінгтон        | 6–4, 7–5              |
| Поразка   | 13–13 | Лют 2007 | Колумбія F2, Букараманга            | Ф'ючерс    | Ґрунт    | Алехандро Фаббрі         | Хуан Себастьян Кабаль Карлос Саламанка    | 4–6, 4–6              |
| Перемога  | 14–13 | Сер 2007 | Ґрац, Австрія                       | Челленджер | Ґрунт    | Юрій Щукін               | Жеремі Шарді Предраг Русевський           | 3–6, 6–3, [10–7]      |
| Перемога  | 15–13 | Сер 2007 | Женева, Швейцарія                   | Челленджер | Ґрунт    | Юрій Щукін               | Олів'є Шарруен Джеймс Серретані           | 6–3, 6–7(4–7), [10–4] |
| Поразка   | 15–14 | Січ 2008 | Ла-Серена, Чилі                     | Челленджер | Ґрунт    | Крістіан Вільяґран       | Ніколас Лапентті Едуардо Шванк            | 4–6, 0–6              |
| Поразка   | 15–15 | Бер 2008 | Салінас, Еквадор                    | Челленджер | Тверде   | Дік Норман               | Кайо Замп'єрі Жуліо Сілва                 | 6–7(6–8), 2–6         |
| Перемога  | 16–15 | Лис 2008 | Гуаякіль, Еквадор                   | Челленджер | Ґрунт    | Сантьяго Хіральдо        | Рікардо Хосевар Тьяго Алвес (тенісист)    | 6–4, 6–4              |
| Перемога  | 17–15 | Лип 2009 | Рієка, Хорватія                     | Челленджер | Ґрунт    | Мігель Анхель Лопес Хаен | Іван Додіг Антоніо Веїч                   | 7–6(9–7), 3–6, [10–8] |
| Поразка   | 17–16 | Вер 2009 | Богота, Колумбія                    | Челленджер | Ґрунт    | Дієґо Альварес           | Алехандро Фалья Алехандро Гонсалес        | 7–5, 4–6, [8–10]      |
| Перемога  | 18–16 | Лис 2009 | Медельїн, Колумбія                  | Челленджер | Ґрунт    | Едуардо Шванк            | Дієго Хункейра Давід Марреро              | 6–0, 6–2              |
| Поразка   | 18–17 | Тра 2010 | Санремо, Італія                     | Челленджер | Ґрунт    | Карлос Берлок            | Дієго Хункейра Мартін Вассальйо Аргуельйо | 6–2, 4–6, [8–10]      |
| Поразка   | 18–18 | Кві 2012 | Перейра, Колумбія                   | Челленджер | Ґрунт    | Рубен Рамірес Ідальго    | Гідо Пелья Мартін Алунд                   | 3–6, 6–2, [5–10]      |
| Перемога  | 19–18 | Тра 2012 | Аргентина F9, Villa Allende         | Ф'ючерс    | Ґрунт    | Дієго Шварцман           | Хуан Ігнасіо Лондеро Леандро Мігані       | 6–3, 6–4              |
| Перемога  | 20–18 | Тра 2012 | Чилі F5, Сантьяго                   | Ф'ючерс    | Ґрунт    | Матіас Салінас           | Рід Карлтон Денієл Стал                   | 6–2, 6–4              |
| Поразка   | 20–19 | Чер 2012 | Чилі F7, Конкон                     | Ф'ючерс    | Ґрунт    | Федеріко Корія           | Хорхе Агілар Хуан Карлос Саес             | 1–6, 2–6              |